# Lamont (Oklahoma)
Lamont és un poble dels Estats Units a l'estat d'Oklahoma. Segons el cens del 2000 tenia 465 habitants.

## Demografia
Segons el cens del 2000, Lamont tenia 465 habitants, 189 habitatges, i 120 famílies. La densitat de població era de 544,1 habitants per km².
Dels 189 habitatges en un 30,7% hi vivien nens de menys de 18 anys, en un 51,9% hi vivien parelles casades, en un 8,5% dones solteres, i en un 36% no eren unitats familiars. En el 32,3% dels habitatges hi vivien persones soles el 20,1% de les quals corresponia a persones de 65 anys o més que vivien soles. El nombre mitjà de persones vivint en cada habitatge era de 2,46 i el nombre mitjà de persones que vivien en cada família era de 3,09.
Per edats la població es repartia de la següent manera: un 28,6% tenia menys de 18 anys, un 9,5% entre 18 i 24, un 22,2% entre 25 i 44, un 20,9% de 45 a 60 i un 18,9% 65 anys o més.
L'edat mediana era de 38 anys. Per cada 100 dones de 18 o més anys hi havia 93 homes.
La renda mediana per habitatge era de 21.917 $ i la renda mediana per família de 26.250 $. Els homes tenien una renda mediana de 37.500 $ mentre que les dones 14.107 $. La renda per capita de la població era d'11.466 $. Entorn del 16,7% de les famílies i el 19,4% de la població estaven per davall del llindar de pobresa.

## Poblacions més properes
El següent diagrama mostra les poblacions més properes.